# Ehtiram Şahverdiyev
Ehtiram Etibar Şahverdiyev (ur. 1 października 1996 w Baku) – azerski piłkarz grający na pozycji prawego napastnika w klubie Qəbələ FK.

## Kariera klubowa

### Sumqayıt FK
Şahverdiyev zadebiutował w barwach Sumqayıtu FK 4 lutego 2017 w meczu z Keşlə Baku (2:2). Pierwszą bramkę zawodnik ten zdobył 15 kwietnia 2018 w wygranym 2:1 spotkaniu ponownie przeciwko Keşlə Baku. Łącznie dla Sumqayıt FK Azer rozegrał 49 meczów, strzelając jednego gola.

### Qəbələ FK
Şahverdiyev wrócił do Qəbələ FK 7 stycznia 2020. Debiut dla tego zespołu zaliczył on jeszcze jako zawodnik drużyn juniorskich, 23 kwietnia 2016 w wygranym 0:1 spotkaniu przeciwko Xəzər Lenkoran. Pierwszego gola piłkarz ten strzelił 18 września 2021 w meczu z Səbail Baku.

## Kariera reprezentacyjna
| Mecze i gole w reprezentacji | Mecze i gole w reprezentacji | Mecze i gole w reprezentacji | Mecze i gole w reprezentacji | Mecze i gole w reprezentacji | Mecze i gole w reprezentacji | Mecze i gole w reprezentacji | Mecze i gole w reprezentacji              |
| Azerbejdżan U-21             | Azerbejdżan U-21             | Azerbejdżan U-21             | Azerbejdżan U-21             | Azerbejdżan U-21             | Azerbejdżan U-21             | Azerbejdżan U-21             | Azerbejdżan U-21                          |
| Lp.                          | Data                         | Miejsce                      | Gospodarz                    | Gość                         | Wynik                        | Gol                          | Rozgrywki                                 |
| ---------------------------- | ---------------------------- | ---------------------------- | ---------------------------- | ---------------------------- | ---------------------------- | ---------------------------- | ----------------------------------------- |
| 1.                           | 07.10.2016                   | Helsinki                     | Finlandia U-21               | Azerbejdżan U-21             | 0:0                          |                              | Mistrzostwa Europy U-21 2017 – eliminacje |
| 2.                           | 28.03.2017                   | Stambuł                      | Turcja U-21                  | Azerbejdżan U-21             | 4:0                          |                              | Mecz towarzyski                           |
| 3.                           | 05.06.2017                   | Leogang                      | Czechy U-21                  | Azerbejdżan U-21             | 5:0                          |                              | Mecz towarzyski                           |
| 4.                           | 05.09.2017                   | Mərdəkan                     | Azerbejdżan U-21             | Irlandia U-21                | 1:3                          |                              | Mistrzostwa Europy U-21 2019 – eliminacje |
| 5.                           | 06.10.2017                   | Chociebuż                    | Niemcy U-21                  | Azerbejdżan U-21             | 6:1                          |                              | Mistrzostwa Europy U-21 2019 – eliminacje |
| 6.                           | 09.11.2017                   | Mərdəkan                     | Azerbejdżan U-21             | Niemcy U-21                  | 0:7                          |                              | Mistrzostwa Europy U-21 2019 – eliminacje |
| 7.                           | 14.11.2017                   | Mərdəkan                     | Azerbejdżan U-21             | Kosowo U-21                  | 0:0                          |                              | Mistrzostwa Europy U-21 2019 – eliminacje |
| 8.                           | 22.03.2018                   | Mitrowica                    | Kosowo U-21                  | Azerbejdżan U-21             | 2:0                          |                              | Mistrzostwa Europy U-21 2019 – eliminacje |
| 9.                           | 27.03.2018                   | Tallaght                     | Irlandia U-21                | Azerbejdżan U-21             | 1:0                          |                              | Mistrzostwa Europy U-21 2019 – eliminacje |

## Sukcesy
Sukcesy w karierze klubowej:
- Puchar Azerbejdżanu – 1×, z Sumqayıtem FK, sezon 2018/2019